# Mussomeli
Mussomeli település Olaszországban, Szicília régióban, Caltanissetta megyében. Lakosainak száma 9913 fő (2023. január 1.). Mussomeli Acquaviva Platani, Bompensiere, Caltanissetta, Cammarata, Marianopoli, San Cataldo, Serradifalco, Sutera, Villalba és Montedoro községekkel határos.

## Népesség
A település lakossága az elmúlt években az alábbi módon változott:
| Lakosok száma | 10 711 | 10 556 | 9913 |
|               | 2017   | 2018   | 2023 |